# Gymnobela eugenia
Gymnobela eugenia is een slakkensoort uit de familie van de Raphitomidae. De wetenschappelijke naam van de soort is voor het eerst geldig gepubliceerd in 1985 door Sysoev & Ivanov.